# Distrito de Zwettl
Zwettl es un distrito del estado de Baja Austria, Austria.

## División administrativa

### Localidades con población (año 2018)
- Allentsteig 1.835
- Altmelon 862
- Arbesbach 1.638
- Bad Traunstein 1.036
- Bärnkopf 355
- Echsenbach 1.256
- Göpfritz an der Wild 1.826
- Grafenschlag 853
- Groß Gerungs 4.506
- Großgöttfritz 1.371
- Gutenbrunn 536
- Kirchschlag 621
- Kottes-Purk 1.485
- Langschlag 1.782
- Martinsberg 1.096
- Ottenschlag 1.002
- Pölla 939
- Rappottenstein 1.724
- Sallingberg 1.291
- Schönbach 798
- Schwarzenau 1.532
- Schweiggers 2.004
- Waldhausen 1.215
- Zwettl-Niederösterreich 10.908

### Municipios
Barrios, aldeas y otras subdivisiones de los municipios se indican con letras pequeñas.
- Allentsteig
  - Allentsteig, Bernschlag, Reinsbach, Thaua, Zwinzen
- Altmelon
  - Altmelon, Dietrichsbach, Dürnberg, Fichtenbach, Großpertenschlag, Kleinpertenschlag, Kronberg, Kronegg, Marchstein, Perwolfs, Schwarzau
- Arbesbach
  - Arbesbach, Brunn, Etlas, Haselbach, Kamp, Neumelon, Pretrobruck, Purrath, Rammelhof, Schönfeld, Schwarzau, Wiesensfeld
- Bärnkopf
- Echsenbach
  - Echsenbach, Gerweis, Großkainraths, Haimschlag, Kleinpoppen, Rieweis, Wolfenstein
- Göpfritz an der Wild
  - Almosen, Breitenfeld, Georgenberg, Göpfritz an der Wild, Kirchberg an der Wild, Merkenbrechts, Scheideldorf, Schönfeld an der Wild, Weinpolz
- Grafenschlag
  - Bromberg, Grafenschlag, Kaltenbrunn, Kleingöttfritz, Kleinnondorf, Langschlag, Schafberg, Wielands
- Groß Gerungs
  - Aigen, Albern, Antenfeinhöfe, Blumau, Böhmsdorf, Dietmanns, Egres, Etlas, Etzen, Frauendorf, Freitzenschlag, Griesbach, Groß Gerungs, Groß Meinharts, Haid, Harruck, Häuslern, Heinreichs, Hypolz, Josefsdorf, Kinzenschlag, Klein Gundholz, Klein Reinprechts, Klein Wetzles, Kotting Nondorf, Marharts, Mühlbach, Nonndorf, Ober Neustift, Ober Rosenauerwald, Oberkirchen, Preinreichs, Reitern, Schall, Schönbichl, Siebenberg, Sitzmanns, Thail, Wendelgraben, Wurmbrand
- Großgöttfritz
  - Engelbrechts, Frankenreith, Großgöttfritz, Großweißenbach, Kleinweißenbach, Reichers, Rohrenreith, Sprögnitz
- Gutenbrunn
  - Gutenbrunn, Ulrichschlag
- Kirchschlag
  - Bernhardshof, Eck, Gaßles, Kienings, Kirchschlag, Merkengerst, Pleßberg, Roggenreith, Scheib, Schneeberg
- Kottes-Purk
  - Bernhards, Dankholz, Doppl, Elsenreith, Ensberg, Ernst, Felles, Fohra, Gotthardschlag, Gschwendt, Günsles, Heitzles, Hörans, Kalkgrub, Koppenhof, Kottes, Leopolds, Münichreith, Pfaffenschlag, Pötzles, Purk, Reichpolds, Richterhof, Runds, Schoberhof, Singenreith, Teichmanns, Trittings, Voirans, Voitsau, Weikartschlag, Wernhies
- Langschlag
  - Bruderndorf, Bruderndorferwald, Fraberg, Kainrathschlag, Kasbach, Kehrbach, Kleinpertholz, Kogschlag, Langschlag, Langschlägerwald, Mittelberg, Mitterschlag, Münzbach, Reichenauerwald, Schmerbach, Siebenhöf, Stierberg, Streith
- Martinsberg
  - Edlesberg, Kleingerungs, Kleinpertholz, Loitzenreith, Martinsberg, Mitterndorf, Oed, Pitzeichen, Poggschlag, Reitzendorf, Thumling, Walpersdorf, Weixelberg, Wiehalm
- Ottenschlag
  - Bernreith, Endlas, Jungschlag, Neuhof, Oedwinkel, Ottenschlag, Reith
- Pölla
  - Altpölla, Döllersheim, Franzen, Kienberg, Kleinenzersdorf, Kleinraabs, Krug, Neupölla, Nondorf, Ramsau, Reichhalms, Schmerbach am Kamp, Waldreichs, Wegscheid am Kamp, Wetzlas
- Rappottenstein
  - Aggsbach, Arnreith, Dietharts, Grossgundholz, Grötschen, Grünbach, Hausbach, Höhendorf, Kirchbach, Kleinnondorf, Lembach, Neustift, Oberrabenthan, Pehendorf, Pfaffendorf, Pirkenreith, Rappottenstein, Reichenbach, Riebeis, Ritterkamp, Roiten, Selbitz
- Sallingberg
  - Armschlag, Grainbrunn, Großnondorf, Heubach, Kamles, Kleinhaslau, Lugendorf, Moniholz, Rabenhof, Sallingberg, Spielleithen, Spielleithen, Voitschlag
- Schönbach
  - Aschen, Dorfstadt, Fichtenhöfen, Grub im Thale, Klein-Siegharts, Lengau, Lichtenau, Lohn, Pernthon, Schönbach
- Schwarzenau
  - Ganz, Großhaselbach, Hausbach, Limpfings, Modlisch, Schlag, Schwarzenau, Stögersbach
- Schweiggers
  - Großreichenbach, Kleinwolfgers, Limbach, Mannshalm, Meinhartschlag, Perndorf, Reinbolden, Sallingstadt, Schwarzenbach, Schweiggers, Siebenlinden, Streitbach, Unterwindhag, Vierlings, Walterschlag, Windhof
- Traunstein
  - Biberschlag, Dietmanns, Gürtelberg, Haselberg, Hummelberg, Kaltenbach, Pfaffings, Prettles, Schönau, Spielberg, Stein, Traunstein, Walterschlag, Weidenegg
- Waldhausen
  - Brand, Gutenbrunn, Hirschenschlag, Königsbach, Loschberg, Niedernondorf, Niederwaltenreith, Obernondorf, Rappoltschlag, Waldhausen, Werschenschlag, Wiesenreith
- Zwettl
  - Annatsberg, Bernhards, Böhmhöf, Bösenneunzen, Edelhof, Eschabruck, Friedersbach, Gerlas, Germanns, Gerotten, Gradnitz, Großglobnitz, Großhaslau, Gschwendt, Guttenbrunn, Hörmanns, Hörweix, Jagenbach, Jahrings, Kleehof, Kleinmeinharts, Kleinotten, Kleinschönau, Koblhof, Marbach am Walde, Mayerhöfen, Merzenstein, Mitterreith, Moidrams, Negers, Neusiedl, Niederglobnitz, Niederneustift, Niederneustift, Niederstrahlbach, Oberstrahlbach, Oberwaltenreith, Ottenschlag, Purken, Ratschenhof, Rieggers, Ritzmannshof, Rosenau Dorf, Rosenau Schloss, Rottenbach, Rudmanns, Schickenhof, Syrafeld, Unterrabenthan, Unterrosenauerwald, Uttissenbach, Waldhams, Wolfsberg, Zwettl Stift, Zwettl